# Adeão de Cima
Adeão de Cima era, em 1747, uma aldeia portuguesa da freguesia de Nossa Senhora do Amparo de Benfica, Patriarcado e termo da cidade de Lisboa, Província da Estremadura.